# Thomas Hawkins

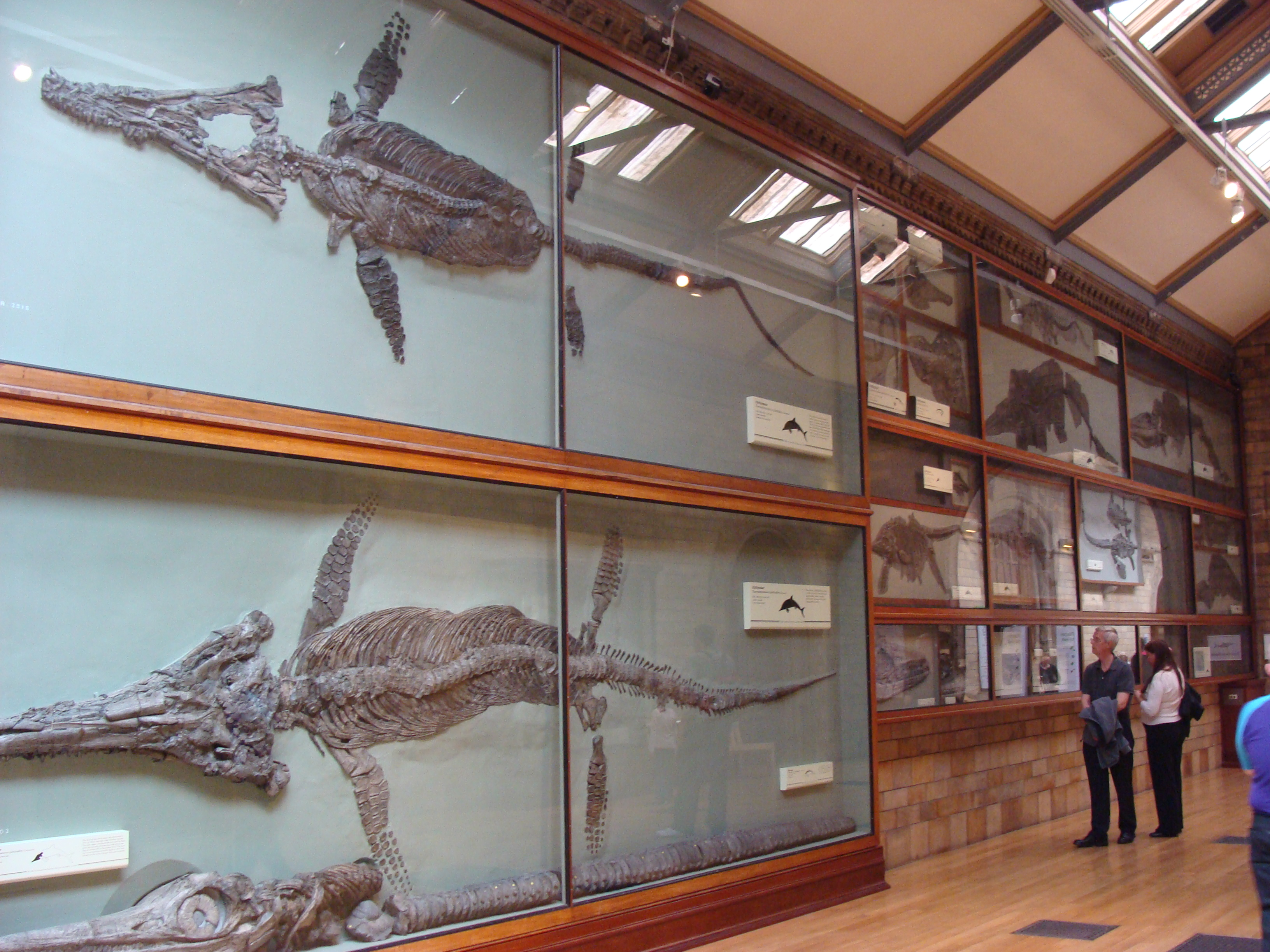
Especímenes de Hawkins aún se conservan en el Museo de Historia Natural de Londres

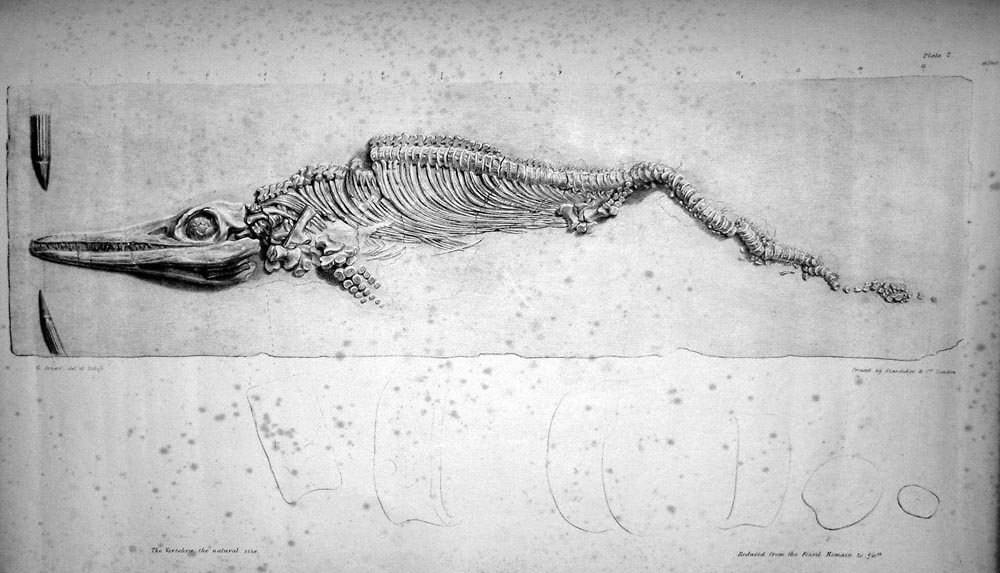
Lámina 2: The book of the Great Sea Dragons

Thomas Hawkins (1810 – 1889) fue un inglés coleccionista de fósiles y distribuidor especialmente de Ictiosaurios y Plesiosaurios.
Vivió en Glastonbury. Fue becario de la Sociedad Geológica de Londres.
Hawkins pagó por los fósiles expuestos por erosión en Lyme Regis en Dorset Coast, y en las canteras interiores de Street, Somerset y Edgarley in Somerset. También coleccionó espécimenes geológicos en la Isla de Wight.
Su primera colección fue vendida al Museo de Historia Natural de Londres por 3.000 libras esterlinas. Hawkins publicó numerosos textos entre los 1830 y 1850. Los dos más conocidos fueron Memoirs of Icthyosaurii and Plesiosaurii (1835) y The Book of the Great Sea Dragons - el título completo The book of the great sea-dragons, Ichthyosauri and Plesiosauri, [gedolim taninim] gedolim taninim, of Moses. Extinct monsters of the ancient earth. With thirty plates, copied from skeletons in the author's collection of fossil organic remains, (deposited in the British museum) (Londres, W. Pickering, 1840).
Está enterrado en Ventnor.
- Datos: Q7790500